# Brigitte Guibal
Brigitte Guibal (Mende, 15 febbraio 1971) è una canoista francese.

## Palmarès
- Giochi olimpici

Sydney 2000: argento nello slalom K1.
- Mondiali - Slalom

Três Coroas 1997: oro nel K1, argento nel K1 a squadre.
- Europei - Slalom

Mezzana 2000: argento nel K1.